# Wuppertaler Sport-Verein 1972-1973
Questa voce raccoglie le informazioni riguardanti il Wuppertaler Sport-Verein nelle competizioni ufficiali della stagione 1972-1973.

## Stagione
Nella stagione 1972-1973 il Wuppertal, allenato da Horst Buhtz, concluse il campionato di Bundesliga al 4º posto. In Coppa di Germania il Wuppertal fu eliminato agli ottavi di finale dal Kickers Offenbach.

## Rosa
| N. |                     | Ruolo | Calciatore              |
| -- | ------------------- | ----- | ----------------------- |
|    | Germania (bandiera) | P     | Ulrich Gelhard          |
|    | Germania (bandiera) | P     | Manfred Müller          |
|    | Germania (bandiera) | D     | Manfred Cremer          |
|    | Germania (bandiera) | D     | Jürgen-Michael Galbierz |
|    | Germania (bandiera) | D     | Emil Meisen             |
|    | Germania (bandiera) | D     | Erich Miß               |
|    | Germania (bandiera) | D     | Manfred Reichert        |
|    | Germania (bandiera) | C     | Bernhard Hermes         |
|    | Germania (bandiera) | C     | Theo Homann             |
|    | Germania (bandiera) | C     | Georg Jung              |

| N. |                     | Ruolo | Calciatore         |
| -- | ------------------- | ----- | ------------------ |
|    | Germania (bandiera) | C     | Jürgen Kohle       |
|    | Germania (bandiera) | C     | Heinz-Dieter Lömm  |
|    | Germania (bandiera) | C     | Klaus Spannenkrebs |
|    | Germania (bandiera) | C     | Herbert Stöckl     |
|    | Germania (bandiera) | A     | Claus Brune        |
|    | Germania (bandiera) | A     | Gustav Jung        |
|    | Germania (bandiera) | A     | Rudi Neufeld       |
|    | Germania (bandiera) | A     | Günter Pröpper     |
|    | Germania (bandiera) | A     | Peter Redder       |
|    | Germania (bandiera) | A     | Detlef Webers      |

## Organigramma societario
Area tecnica
- Allenatore: Horst Buhtz
- Allenatore in seconda:
- Preparatore dei portieri:
- Preparatori atletici:

## Calciomercato

### Sessione estiva
| Acquisti | Acquisti           | Acquisti         | Acquisti |
| R.       | Nome               | da               | Modalità |
| -------- | ------------------ | ---------------- | -------- |
| P        | Ulrich Gelhard     | Wattenscheid 09  |          |
| C        | Theo Homann        | VfR Mannheim     |          |
| C        | Georg Jung         | Tasmania Berlino |          |
| A        | Rudi Neufeld       | Westfalia Herne  |          |
| C        | Klaus Spannenkrebs | Wuppertal II     |          |

| Cessioni | Cessioni | Cessioni | Cessioni |
| R.       | Nome     | a        | Modalità |
| -------- | -------- | -------- | -------- |

### Sessione invernale
| Acquisti | Acquisti | Acquisti | Acquisti |
| R.       | Nome     | da       | Modalità |
| -------- | -------- | -------- | -------- |

| Cessioni | Cessioni | Cessioni | Cessioni |
| R.       | Nome     | a        | Modalità |
| -------- | -------- | -------- | -------- |

## Risultati

### Bundesliga

#### Girone di andata
| Arbitro: | Basedow |

|                      |           |  |
| Kohle 63’ Cremer 90’ | Marcatori |  |

| Arbitro: | Gabor |

|                |           |             |
| Budde 78’, 88’ | Marcatori | 24’ Pröpper |

| Arbitro: | Heckeroth |

|                                        |           |  |
| Reichert 21’ Jung 73’ Kohle 86’ (rig.) | Marcatori |  |

| Arbitro: | Lutz |

|                                    |           |          |
| Schäfer 24’ Theis 55’ Kostedde 58’ | Marcatori | 77’ Jung |

| Arbitro: | Redelfs |

|           |           |                |
| Kohle 49’ | Marcatori | 79’ Dürnberger |

| Arbitro: | Aldinger |

|                         |           |             |
| Hollmann 55’ Jakobs 67’ | Marcatori | 82’ Pröpper |

| Arbitro: | Riegg |

|             |           |           |
| Pröpper 18’ | Marcatori | 12’ Weist |

| Arbitro: | Frickel |

|  |           |             |
|  | Marcatori | 80’ Pröpper |

| Arbitro: | Schulenburg |

|                               |           |           |
| Jung 5’, 26’, 74’ Pröpper 39’ | Marcatori | 68’ Brück |

| Arbitro: | Ohmsen |

|             |           |           |
| Overath 56’ | Marcatori | 62’ Kohle |

| Arbitro: | Horstmann |

|             |           |                  |
| Kremers 59’ | Marcatori | 13’, 42’ Pröpper |

| Arbitro: | Picker |

|          |           |  |
| Jung 53’ | Marcatori |  |

| Arbitro: | Eschweiler |

|                                |           |                  |
| Danner 38’ Heynckes 67’ (rig.) | Marcatori | 72’ (rig.) Kohle |

| Arbitro: | Gabor |

|                                     |           |  |
| Jung 13’, 15’ Cremer 37’ Stöckl 78’ | Marcatori |  |

| Duisburg 25 novembre 1972, ore 15:30 CET 15ª giornata | Duisburg    | 0 – 0 referto | Wuppertal | Wedaustadion (25 000 spett.)\| Arbitro: \| Tschenscher \| |
| Arbitro:                                              | Tschenscher |               |           |                                                           |

| Arbitro: | Biwersi |

|                                                          |           |                   |
| Pröpper 23’, 65’ Kohle 38’ (rig.), 51’ Schulz 87’ (aut.) | Marcatori | 73’ (rig.) Zaczyk |

| Arbitro: | Seiler |

|                    |           |             |
| Reimann 32’ (rig.) | Marcatori | 30’ Pröpper |

#### Girone di ritorno
| Arbitro: | Wengenmayer |

|          |           |            |
| Diehl 3’ | Marcatori | 38’ Hermes |

| Arbitro: | Schulenburg |

|            |           |          |
| Stöckl 45’ | Marcatori | 17’ Geye |

| Arbitro: | Frickel |

|                         |           |                        |
| Majgl 3’ Miß 39’ (aut.) | Marcatori | 13’ Homann 78’ Pröpper |

| Arbitro: | Redelfs |

|                                             |           |                                    |
| Pröpper 11’ Cremer 23’ Hermes 53’ Kohle 87’ | Marcatori | 26’ Schäfer 43’ Ritschel 65’ Theis |

| Arbitro: | Horstmann |

|                                                  |           |                  |
| Hoeneß 3’ Müller 16’ Dürnberger 48’ Hoffmann 65’ | Marcatori | 12’ (rig.) Kohle |

| Arbitro: | Berner |

|                          |           |              |
| Pröpper 1’, 74’ Jung 59’ | Marcatori | 10’ Tenhagen |

| Arbitro: | Seiler |

|  |           |            |
|  | Marcatori | 86’ Homann |

| Arbitro: | Riegg |

|                           |           |               |
| Jung 38’ Kohle 70’ (rig.) | Marcatori | 74’ Gersdorff |

| Arbitro: | Roth |

|  |           |         |
|  | Marcatori | 6’ Jung |

| Arbitro: | Frickel |

|                       |           |                             |
| Kohle 64’ (rig.), 69’ | Marcatori | 30’ Cullmann 74’ (aut.) Miß |

| Arbitro: | Schäfer |

|                                     |           |           |
| Pröpper 9’, 55’ Jung 34’ Hermes 61’ | Marcatori | 14’ Braun |

| Arbitro: | Schröck |

|                                |           |             |
| Grabowski 6’ (rig.) Nickel 87’ | Marcatori | 45’ Pröpper |

| Arbitro: | Kindervater |

|  |           |                                           |
|  | Marcatori | 12’ Rupp 30’, 50’, 80’ Heynckes 47’ Kulik |

| Arbitro: | Quindeau |

|                                              |           |                 |
| Coordes 20’ Brenninger 29’, 82’ Ettmayer 45’ | Marcatori | 14’, 42’ Cremer |

| Arbitro: | Aldinger |

|                                              |           |  |
| Pröpper 19’, 49’ (rig.), 61’, 78’ Webers 85’ | Marcatori |  |

| Arbitro: | Linn |

|                       |           |                         |
| Heese 36’ Volkert 52’ | Marcatori | 63’ Stöckl 75’ Reichert |

| Arbitro: | Quindeau |

|  |           |                                              |
|  | Marcatori | 2’ Stiller 35’ Siemensmeyer 72’, 90’ Reimann |

### Coppa di Germania
| Arbitro: | Aldinger |

|                                       |           |  |
| Kohle 39’ (rig.) Pröpper 42’ Jung 89’ | Marcatori |  |

| Arbitro: | Kindervater |

|                 |           |  |
| Herzog 19’, 75’ | Marcatori |  |

| Arbitro: | Ohmsen |

|                                        |           |                             |
| Jung 54’ Kohle 65’ (rig.) Reichert 80’ | Marcatori | 24’ (aut.) Stöckl 70’ Theis |

| Arbitro: | Biwersi |

|                                   |           |  |
| Kostedde 13’ Schäfer 30’ Held 34’ | Marcatori |  |

## Statistiche

### Statistiche di squadra
| Competizione      | Punti | In casa | In casa | In casa | In casa | In casa | In casa | In trasferta | In trasferta | In trasferta | In trasferta | In trasferta | In trasferta | Totale | Totale | Totale | Totale | Totale | Totale | DR  |
| Competizione      | Punti | G       | V       | N       | P       | Gf      | Gs      | G            | V            | N            | P            | Gf           | Gs           | G      | V      | N      | P      | Gf     | Gs     | DR  |
| ----------------- | ----- | ------- | ------- | ------- | ------- | ------- | ------- | ------------ | ------------ | ------------ | ------------ | ------------ | ------------ | ------ | ------ | ------ | ------ | ------ | ------ | --- |
| Bundesliga        | 40    | 17      | 11      | 4       | 2       | 42      | 22      | 17           | 4            | 6            | 7            | 20           | 27           | 34     | 15     | 10     | 9      | 62     | 49     | +13 |
| Coppa di Germania | -     | 2       | 2       | 0       | 0       | 6       | 2       | 2            | 0            | 0            | 2            | 0            | 5            | 4      | 2      | 0      | 2      | 6      | 7      | -1  |
| Totale            | 40    | 19      | 13      | 4       | 2       | 48      | 24      | 19           | 4            | 6            | 9            | 20           | 32           | 38     | 17     | 10     | 11     | 68     | 56     | +12 |

### Andamento in campionato
| Giornata  | 1 | 2 | 3 | 4 | 5  | 6  | 7  | 8 | 9 | 10 | 11 | 12 | 13 | 14 | 15 | 16 | 17 | 18 | 19 | 20 | 21 | 22 | 23 | 24 | 25 | 26 | 27 | 28 | 29 | 30 | 31 | 32 | 33 | 34 |
| --------- | - | - | - | - | -- | -- | -- | - | - | -- | -- | -- | -- | -- | -- | -- | -- | -- | -- | -- | -- | -- | -- | -- | -- | -- | -- | -- | -- | -- | -- | -- | -- | -- |
| Luogo     | C | T | C | T | C  | T  | C  | T | C | T  | T  | C  | T  | C  | T  | C  | T  | T  | C  | T  | C  | T  | C  | T  | C  | T  | C  | C  | T  | C  | T  | C  | T  | C  |
| Risultato | V | P | V | P | N  | P  | N  | V | V | N  | V  | V  | P  | V  | N  | V  | N  | N  | N  | N  | V  | P  | V  | V  | V  | V  | N  | V  | P  | P  | P  | V  | N  | P  |
| Posizione | 4 | 7 | 5 | 9 | 10 | 12 | 12 | 8 | 5 | 6  | 4  | 3  | 6  | 4  | 5  | 3  | 3  | 4  | 4  | 4  | 3  | 5  | 4  | 3  | 2  | 2  | 2  | 2  | 2  | 4  | 4  | 4  | 3  | 4  |

Legenda:

Luogo: C = Casa; T = Trasferta. Risultato: V = Vittoria; N = Pareggio; P = Sconfitta.

### Statistiche dei giocatori
| Giocatore       | Bundesliga | Bundesliga | Bundesliga  | Bundesliga | Coppa di Germania | Coppa di Germania | Coppa di Germania | Coppa di Germania | Totale   | Totale | Totale      | Totale     |
| Giocatore       | Presenze   | Reti       | Ammonizioni | Espulsioni | Presenze          | Reti              | Ammonizioni       | Espulsioni        | Presenze | Reti   | Ammonizioni | Espulsioni |
| --------------- | ---------- | ---------- | ----------- | ---------- | ----------------- | ----------------- | ----------------- | ----------------- | -------- | ------ | ----------- | ---------- |
| C. Brune        | 1          | 0          | 0           | 0          | 0                 | 0                 | 0                 | 0                 | 1        | 0      | 0           | 0          |
| M. Cremer       | 32         | 5          | 0           | 0          | 4                 | 0                 | 0                 | 0                 | 36       | 5      | 0           | 0          |
| J. Galbierz     | 0          | 0          | 0           | 0          | 0                 | 0                 | 0                 | 0                 | 0        | 0      | 0           | 0          |
| U. Gelhard      | 11         | 0          | 0           | 0          | 0                 | 0                 | 0                 | 0                 | 11       | 0      | 0           | 0          |
| B. Hermes       | 34         | 3          | 0           | 0          | 4                 | 0                 | 0                 | 0                 | 38       | 3      | 0           | 0          |
| T. Homann       | 11         | 2          | 0           | 0          | 2                 | 0                 | 0                 | 0                 | 13       | 2      | 0           | 0          |
| G. Jung         | 20         | 1          | 0           | 0          | 1                 | 0                 | 0                 | 0                 | 21       | 1      | 0           | 0          |
| G. Jung         | 33         | 11         | 0           | 0          | 4                 | 2                 | 0                 | 0                 | 37       | 13     | 0           | 0          |
| J. Kohle        | 33         | 12         | 0           | 0          | 4                 | 2                 | 0                 | 0                 | 37       | 14     | 0           | 0          |
| H. Lömm         | 31         | 0          | 0           | 0          | 4                 | 0                 | 0                 | 0                 | 35       | 0      | 0           | 0          |
| E. Meisen       | 31         | 0          | 0           | 0          | 4                 | 0                 | 0                 | 0                 | 35       | 0      | 0           | 0          |
| E. Miß          | 33         | 0          | 0           | 0          | 4                 | 0                 | 0                 | 0                 | 37       | 0      | 0           | 0          |
| M. Müller       | 23         | 0          | 0           | 0          | 4                 | 0                 | 0                 | 0                 | 27       | 0      | 0           | 0          |
| R. Neufeld      | 3          | 0          | 0           | 0          | 0                 | 0                 | 0                 | 0                 | 3        | 0      | 0           | 0          |
| G. Pröpper      | 33         | 21         | 0           | 0          | 4                 | 1                 | 0                 | 0                 | 37       | 22     | 0           | 0          |
| P. Redder       | 3          | 0          | 0           | 0          | 0                 | 0                 | 0                 | 0                 | 3        | 0      | 0           | 0          |
| M. Reichert     | 34         | 2          | 0           | 0          | 4                 | 1                 | 0                 | 0                 | 38       | 3      | 0           | 0          |
| K. Spannenkrebs | 1          | 0          | 0           | 0          | 0                 | 0                 | 0                 | 0                 | 1        | 0      | 0           | 0          |
| H. Stöckl       | 34         | 3          | 0           | 0          | 4                 | 0                 | 0                 | 0                 | 38       | 3      | 0           | 0          |
| D. Webers       | 8          | 1          | 0           | 0          | 0                 | 0                 | 0                 | 0                 | 8        | 1      | 0           | 0          |